# 4620 Bickley
A 4620 Bickley (ideiglenes jelöléssel 1978 OK) a Naprendszer kisbolygóövében található aszteroida. Perthi Obszervatórium fedezte fel 1978. július 28-án.